# Hannover–Würzburg nagysebességű vasútvonal
A Hannover–Würzburg nagysebességű vasútvonal 1973 és 1991 között épített 327 km hosszúságú, Németország első, egyben leghosszabb nagysebességű vasúti pályája. Nappal maximum 280 km/h sebességgel távolsági vonatok, míg éjjel maximum 160 km/h sebességgel tehervonatok használják. A vonal Németország legfontosabb észak-dél irányú ütőere, a hagyományos pályához képest a Hannover-Würzburg távolságot 35 kilométerrel rövidíti le. Mivel a vonal több dombságot, hegységet keresztez, mindehhez számos műtárgyra volt szükség, ennek eredményeképp a pályaszint tengerszint feletti magassága a teljes vonalon mindössze az 50 m és 386 m közt változik. Itt indult meg elsőnek az InterCityExpress közlekedés.

## Vonalvezetés
A vonal négy vonalszakaszra osztható, a vonalszakaszok legfontosabb paraméterei, műtárgyai:

### Hannover-Göttingen szakasz

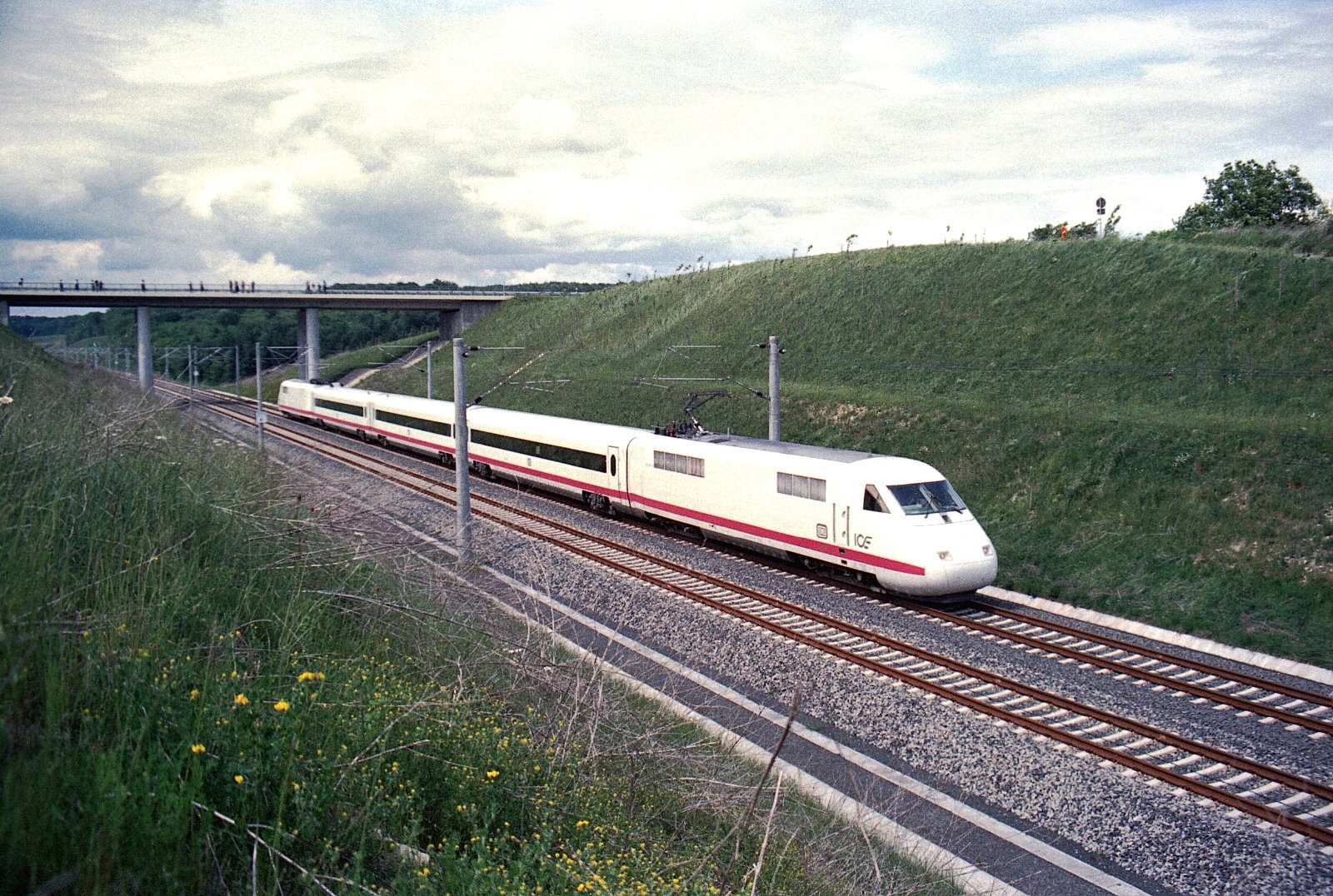
Az ICE V kísérleti vonat végzi próbafutásait a vonalon 1988-ban. A vasútvonal Németország nagysebességű vasúti közlekedésének bölcsője

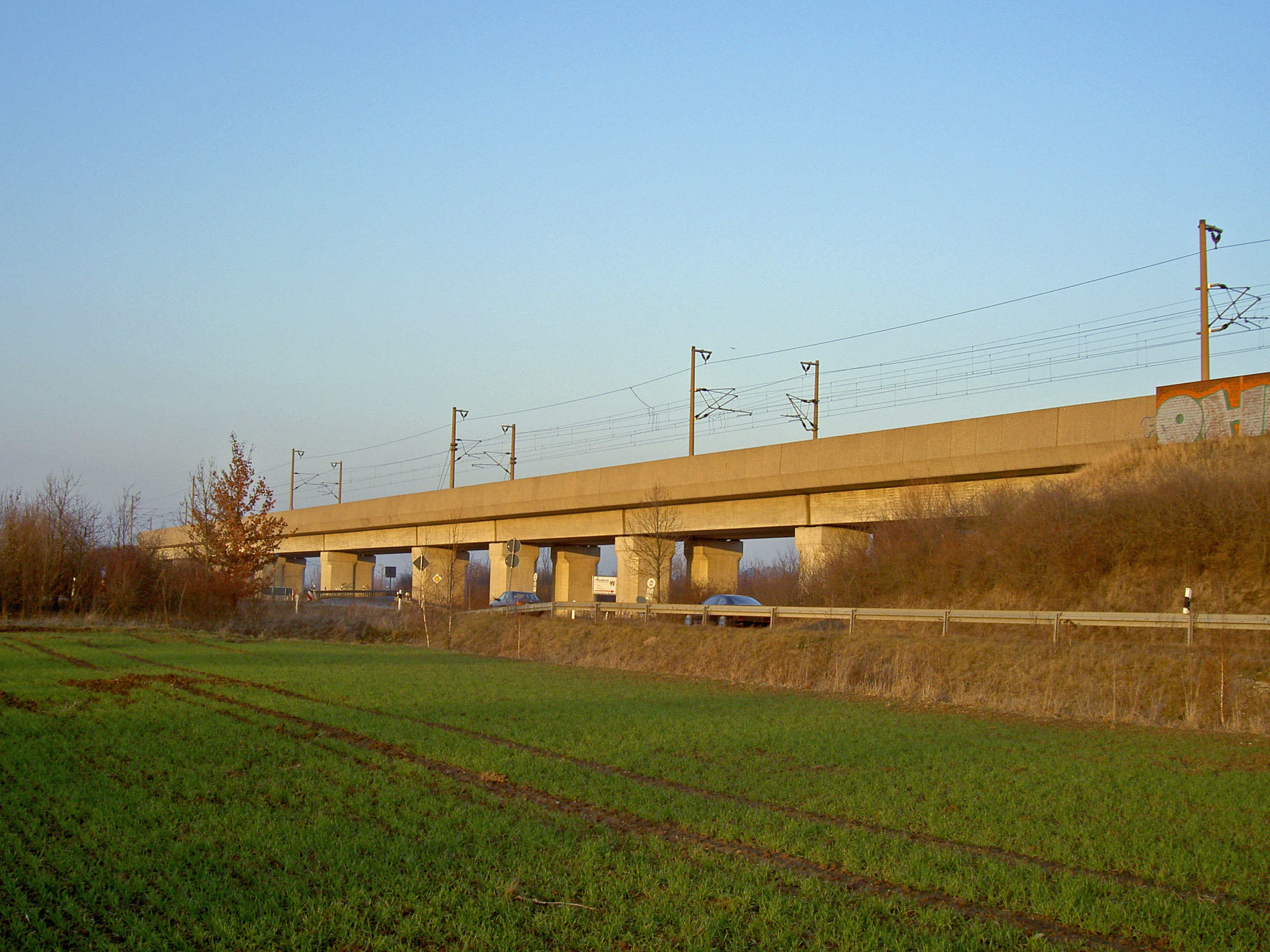
Híd és töltés Barnten térségében

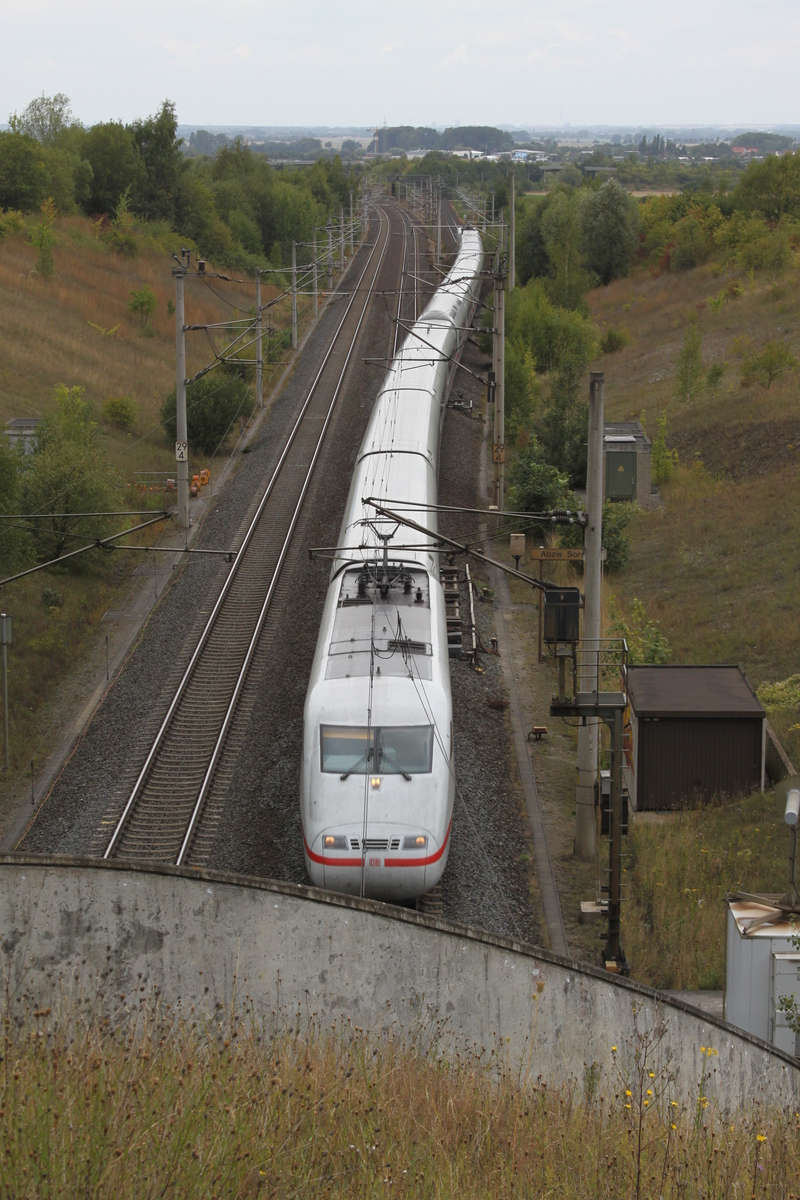
Vonat hajt rá a nagysebességű pályára Berlin felől Sorsum nyíltvonali kiágazásnál

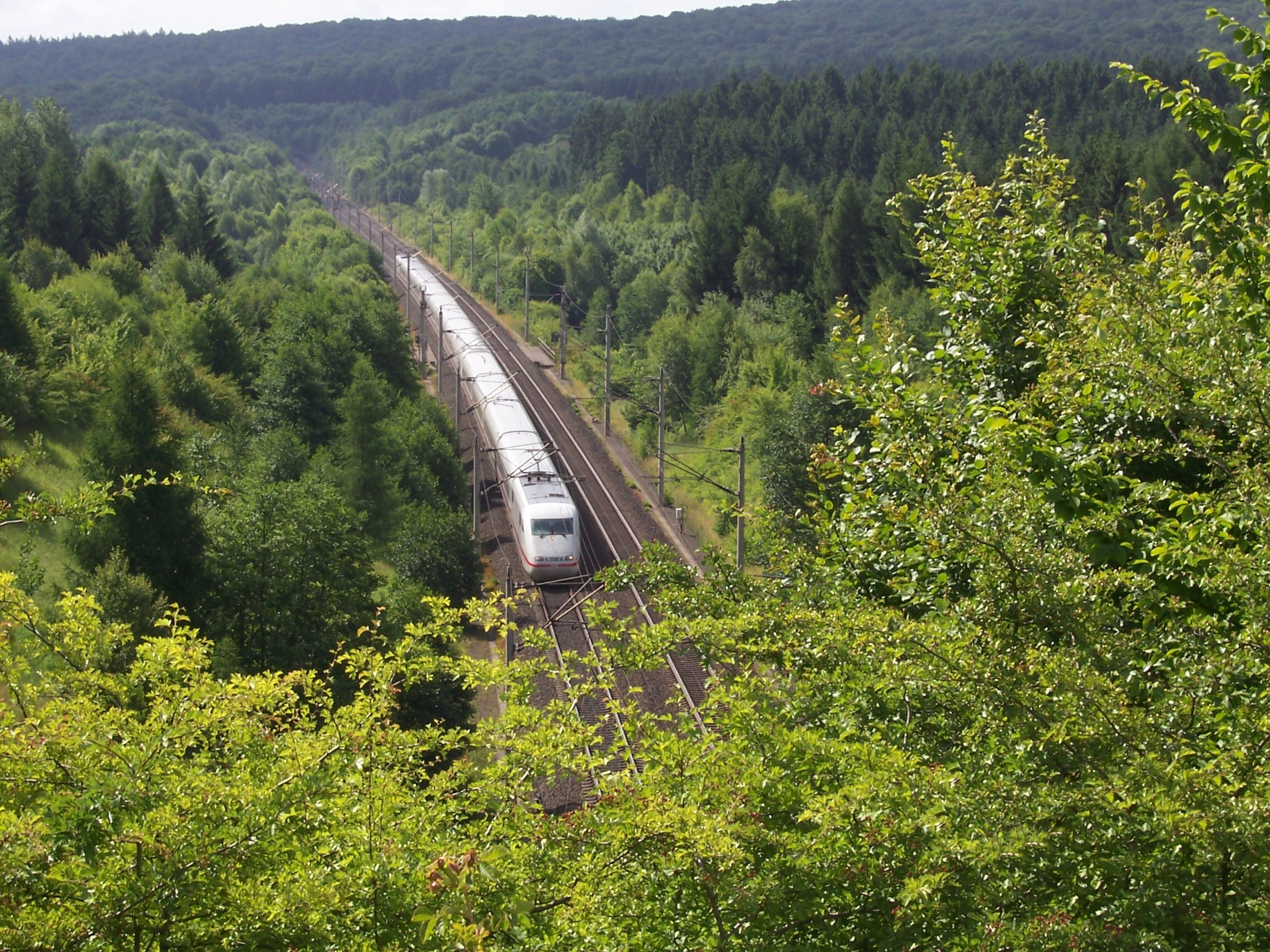
Egy ICE 1 tart észak felé az Eichenberg- és Escherberg-alagutak közt

A nagysebességű vonal kezdőpontja Hannover főpályaudvara, innen Hannover belterületén a hagyományos pályával együtt, de dedikált vágányokon hagyja el a vonal a várost déli irányban mintegy 8 km hosszban, érintve Hannover Messe/Laatzen állomást, ahol a vásárváros kiemelt eseményeikor a nagysebességű vonatok is megállnak. Ez a szakasz jellemzően négyvágányú, a nagysebességű vonal vágányai középen helyezkednek el, majd a végpont felől különszinten, rámpán ágazik ki délnyugati irányban, az emelt pályasebesség ettől a ponttól alkalmazható. A pálya innentől a Leine és Innerste folyók árterében, magas talajvízszintű alföldi terepen halad, emiatt a szakaszon összesen 1,1 km hosszban tizenegy híd, valamint 6,9 km hosszban nyolc méter magasságot is elérő töltések találhatók. Sorsum térségében, a 29. pályakilométernél szintbeni nyíltvonali kiágazással csatlakozik be egy összekötő ív Hildesheim állomás fele, ezt a vágányt menetrend szerint használják a Hildesheim, Wolfsburg, Braunschweig útirányon át Berlin felé tartó vonatok. A kiágazás után található Eschreberg-alagúton keresztül a vonal a hildesheimi erdő alatt elhagyja a Germán-alföldet, majd két további, rövidebb alagutat követően egy természetes völgyben fut, különösebb műtárgyakra való igény nélkül Sibbesse és Bad Gandersheim közt. Innen további hat alagút és öt völgyhíd árán a vonal átjut a Leine folyó volgyébe, ahol Edesheim térségétől ismét a hagyományos pályával párhuzamosan halad. A 77. pályakilométernél lehetőség nyílik mindkét irányban a hagyományos és a nagysebességű vonalak közti átjárásra. Northeim városát a nagysebességű vonal nyugat felől megkerüli, majd közvetlen a hagyományos pálya mellé simul, itt Nörten-Hardenberg állomásnál, a 89. pályakilométernél ismét lehetőség van a hagyományos pályára való átjárásra. Ezt követően a hagyományos és a nagysebességű pálya valamint egy közút 400 m hosszban egymás mellé épült fedett U-keretekben átvág Göttingen Bovenden városrészének központja alatt, majd a 99. pályakilométernél eléri Göttingen állomását.

### Göttingen-Kassel szakasz

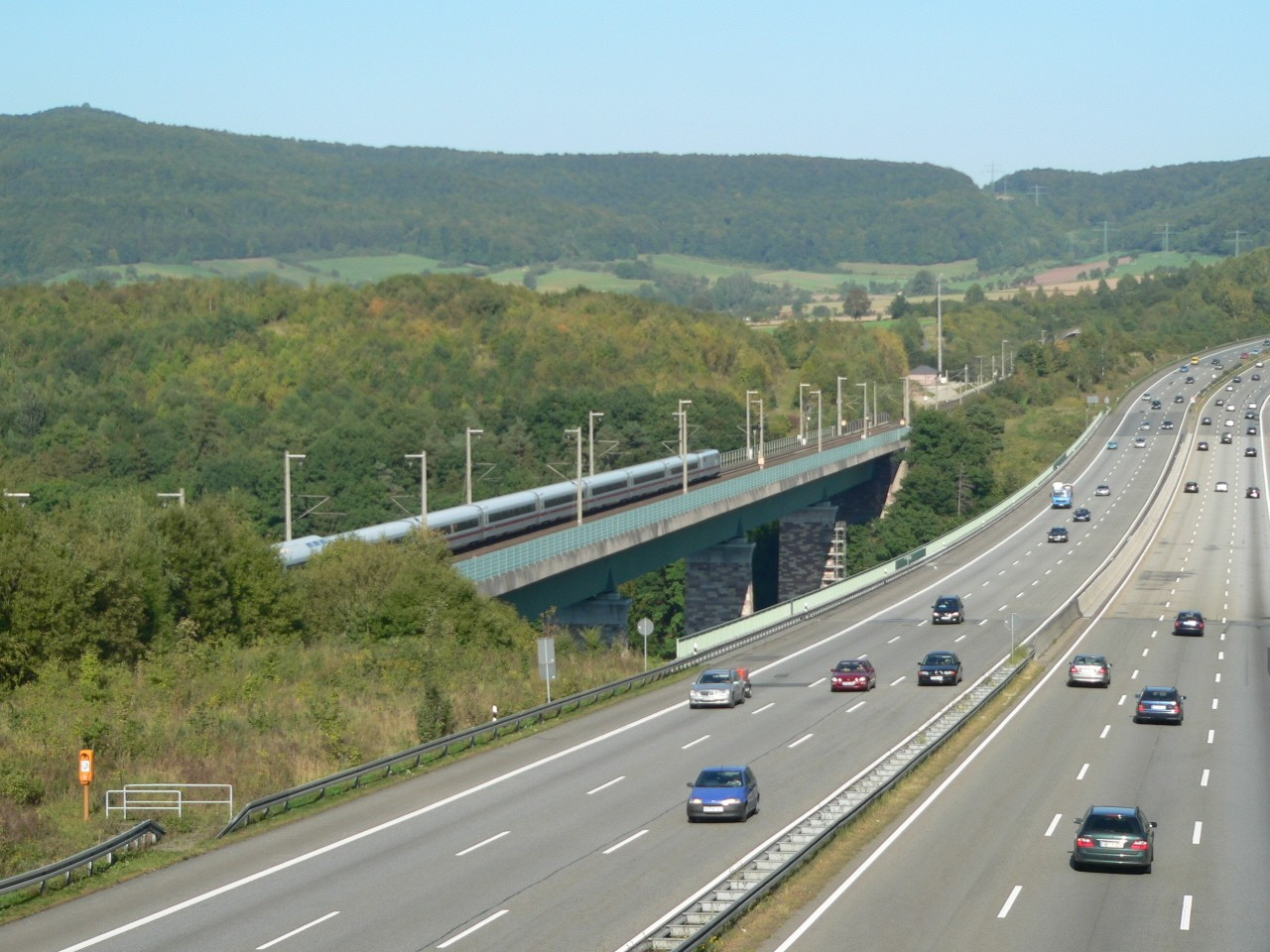
A kevés nyalábolt nyomvonalvezetésű szakasz egyike, a Werra-völgyhídnál

A vasútvonal itt a változatos terepviszonyok ellenére nagyjából a légvonalat követi, ezáltal a 44 km hosszú szakaszból 21 km alagútban fut, köztük a 10 525 m hosszú Münden-alagúttal, mely Németország második leghosszabb alagútja. A megoldás előnye a magas kilométerköltség ellenére az volt, hogy így az igen szórt településszerkezetű területen egyes falvakat 700-1000 méterre is meg lehetett közelíteni a nyomvonallal zajvédelmi problémák nélkül. A 133. pályakilométernél a kragenhofi Fulda-völgyhídnál a nyomvonal ismét találkozik a hagyományos pályával, melyet további 9 kilométeren keresztül Kassel külvárosáig követ, innen Kassel Rendezőpályaudvar nyugati oldala mentén a nagysebességű vonal számára épített Kassel-Wilhelmshöhe vasútállomásra ér. Ezzel a nagysebességű forgalom elkerüli Kassel fejpályaudvarát.
A később épült nagysebességű pályákkal ellentétben a vonalon kizárólag ezen a szakaszon jellemző, hogy a pálya más vonalas létesítményekkel (utakkal, autópályákkal) nyalábolva halad, mintegy 15 km hosszban.

### Kassel-Fulda szakasz

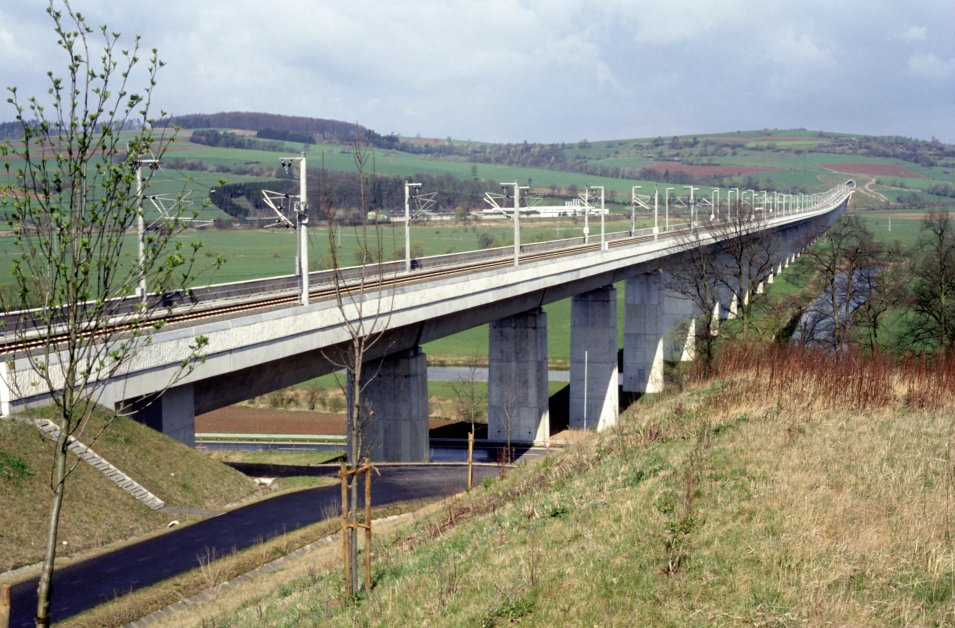
Fulda-völgyhíd Solms, a vasútvonal leghosszabb hídja

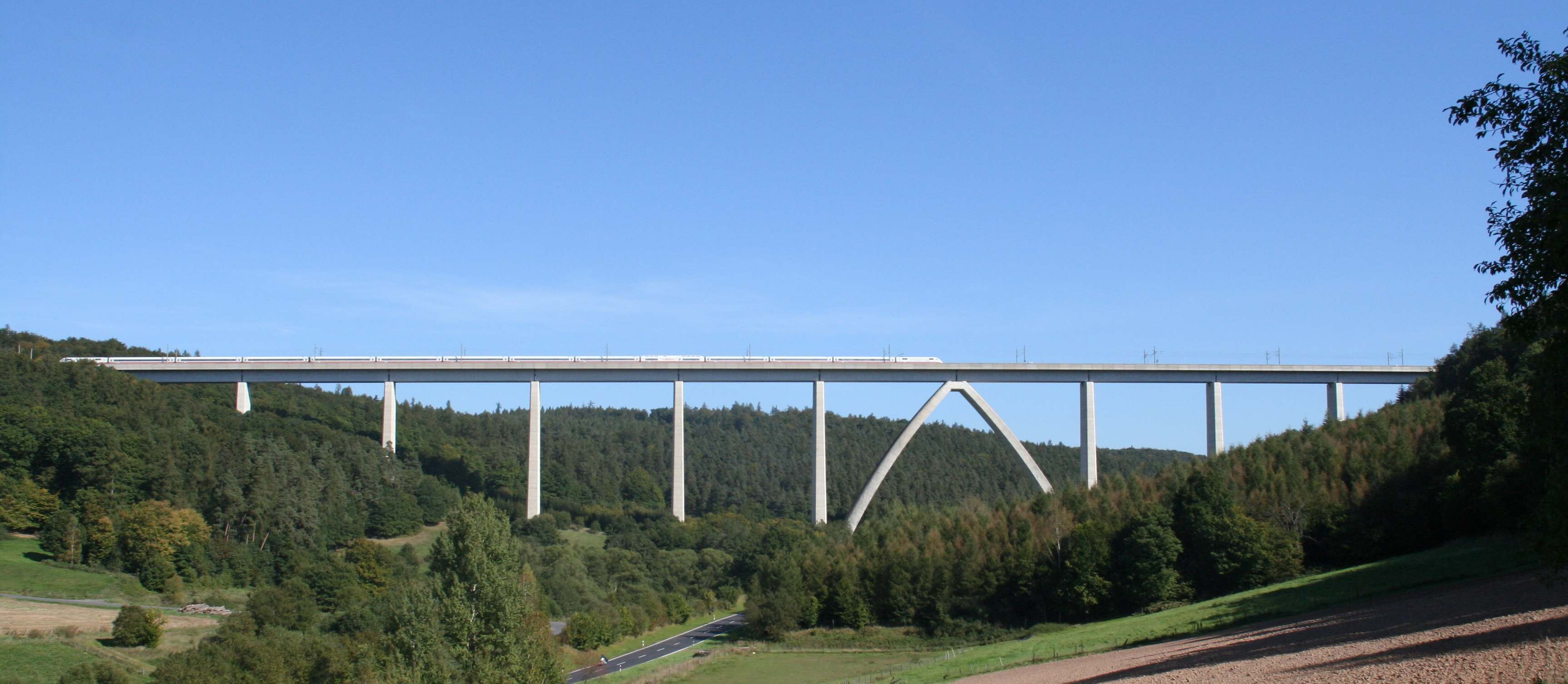
Rombach-völgyhíd, Németország második legmagasabb vasúti hídja

A vasútvonal ezen a szakaszon nagy vonalakban a Fulda folyó vonalát követi. Tekintve hogy a Fulda völgye túl szoros és kanyargós, valamint sok közel merőleges irányú mellékvölggyel bír, számos műtárgyra volt szükség: a 80 kilométer hosszú szakasz közel kétharmada a 25 alagút valamint 18 völgyhíd valamelyikén fut. A műtárgyak közül a szó legszorosabb értelmében kiemelkedik a 218. pályakilométernél található Rombach-völgyhíd, mely 95 méteres legnagyobb magasságával Németország második legmagasabb vasúti hídja, valamint említésre méltó még a 206. pályakilométernél található 1600 m hosszú solmsi Fulda-völgyhíd, amely a vasútvonal leghosszabb hídja. A 7345 m hosszú Dietershahn-alagutat követően a vasútvonal eléri Fulda állomását a 234. pályakilométernél.
A vonal ezen a szakaszon alapvetően gyér népességű területeken halad, a beépített területektől legalább 400 m távolságot tartva.

### Fulda-Würzburg szakasz

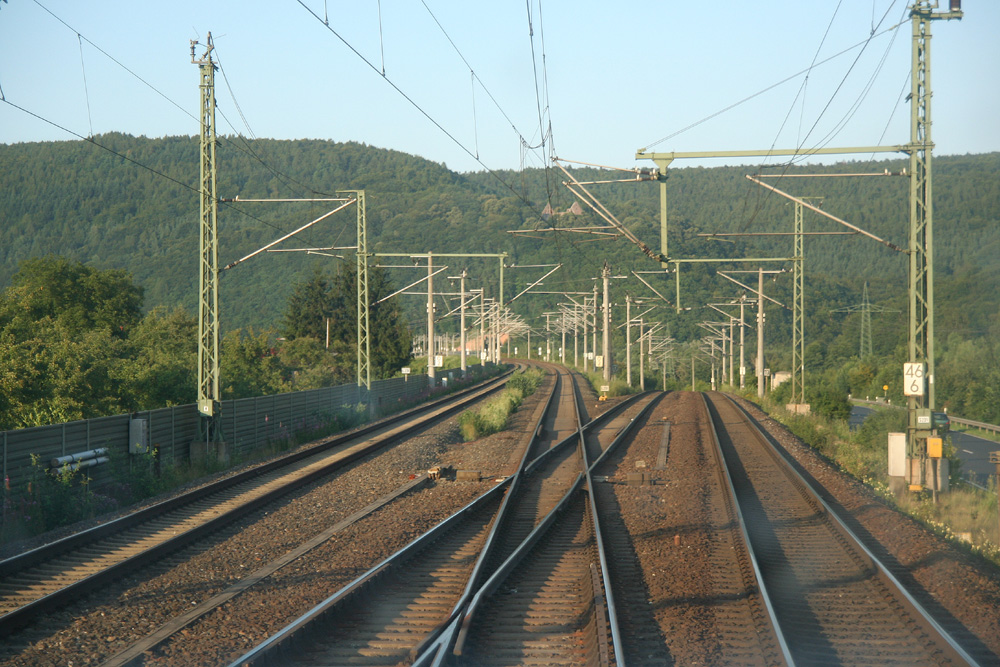
Nantebach nyíltvonali kiágazás, a nagy pályasebesség miatt a vágányátszelés kettős keresztezéseinek csúcssínjei a kitérők csúcssínjeihez hasonlóan mozgathatók.

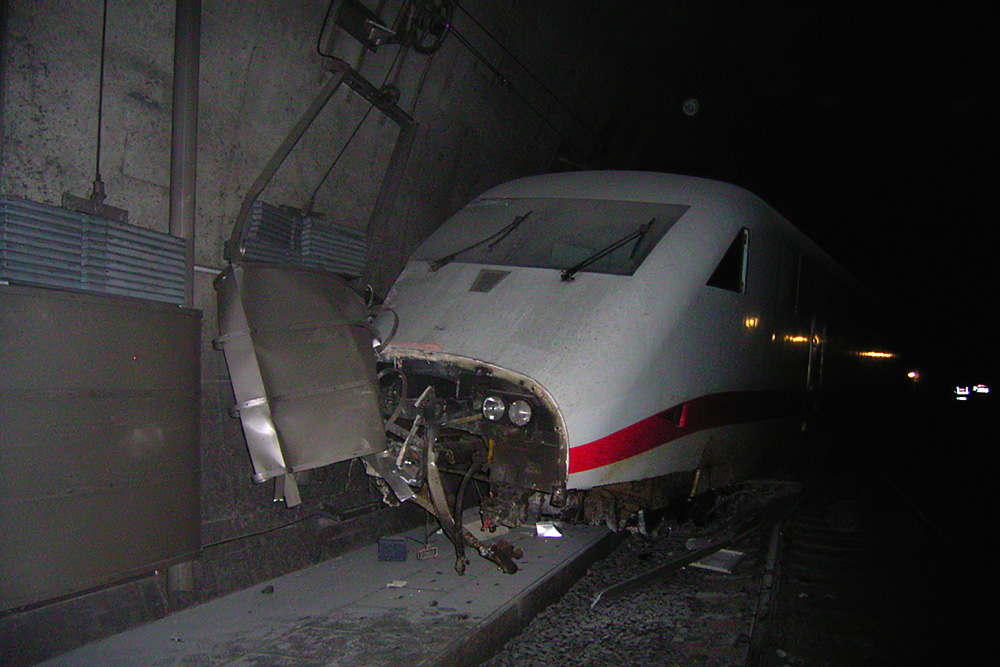
Juhnyájjal ütközött és kisiklott ICE 1 vonófej a Landrücken-alagútban, Németország leghosszabb alagútjában (2008. április 6-án)

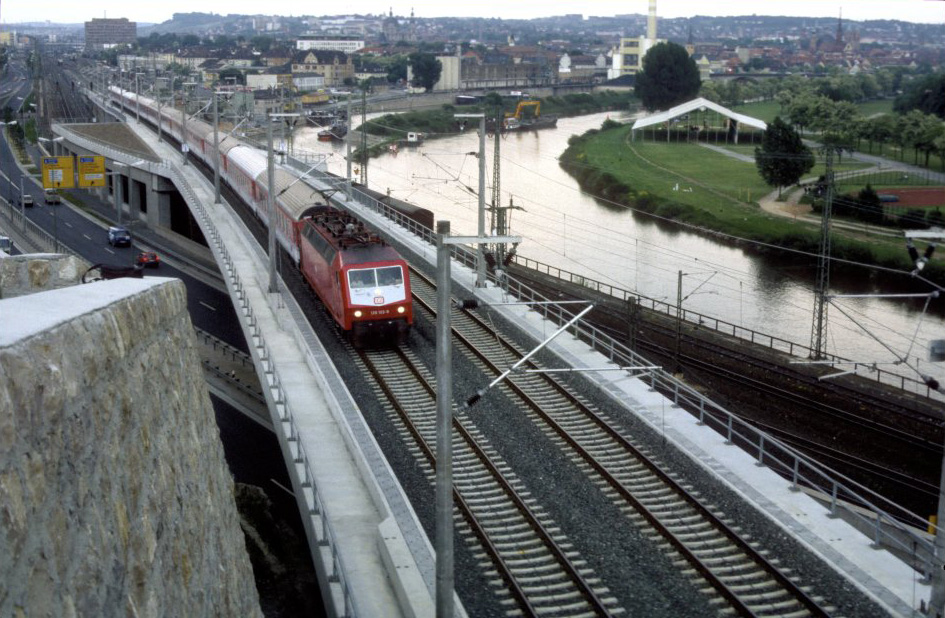
A nagysebességű pálya rámpán fonódik be Würzburg állomásába

Fulda vasútállomástól délre a vonal 8 km hosszban a hagyományos pályát követi, majd néhány rövidebb alagúton át eléri a Landrücken-alagutat, amely 10 779 méteres hosszával Németország leghosszabb alagútja. Az alagút északi portálján éri el a teljes pálya a legmagasabb, 386 méteres tengerszint feletti magasságát, innentől a pálya esésben van. A 266. pályakilométernél (Burgsinn) ismét lehetőség van a Gemünden-Würzburg hagyományos pálya és a nagysebességű pálya közti átjárásra, majd a 302. pályakilométernél (Rohrbach) a Main-Spessart vasútvonal csatlakozik be külön szinten, bújtatásokkal a nagysebességű vonalba (Nantenbach kiágazás). A Majna folyó völgyének keresztezése, valamint két további rövid alagút után a pálya végül különszintű rámpán az állomás vágányhálózatába fonódva eléri Würzburg vasútállomását.

## Vasúti pálya

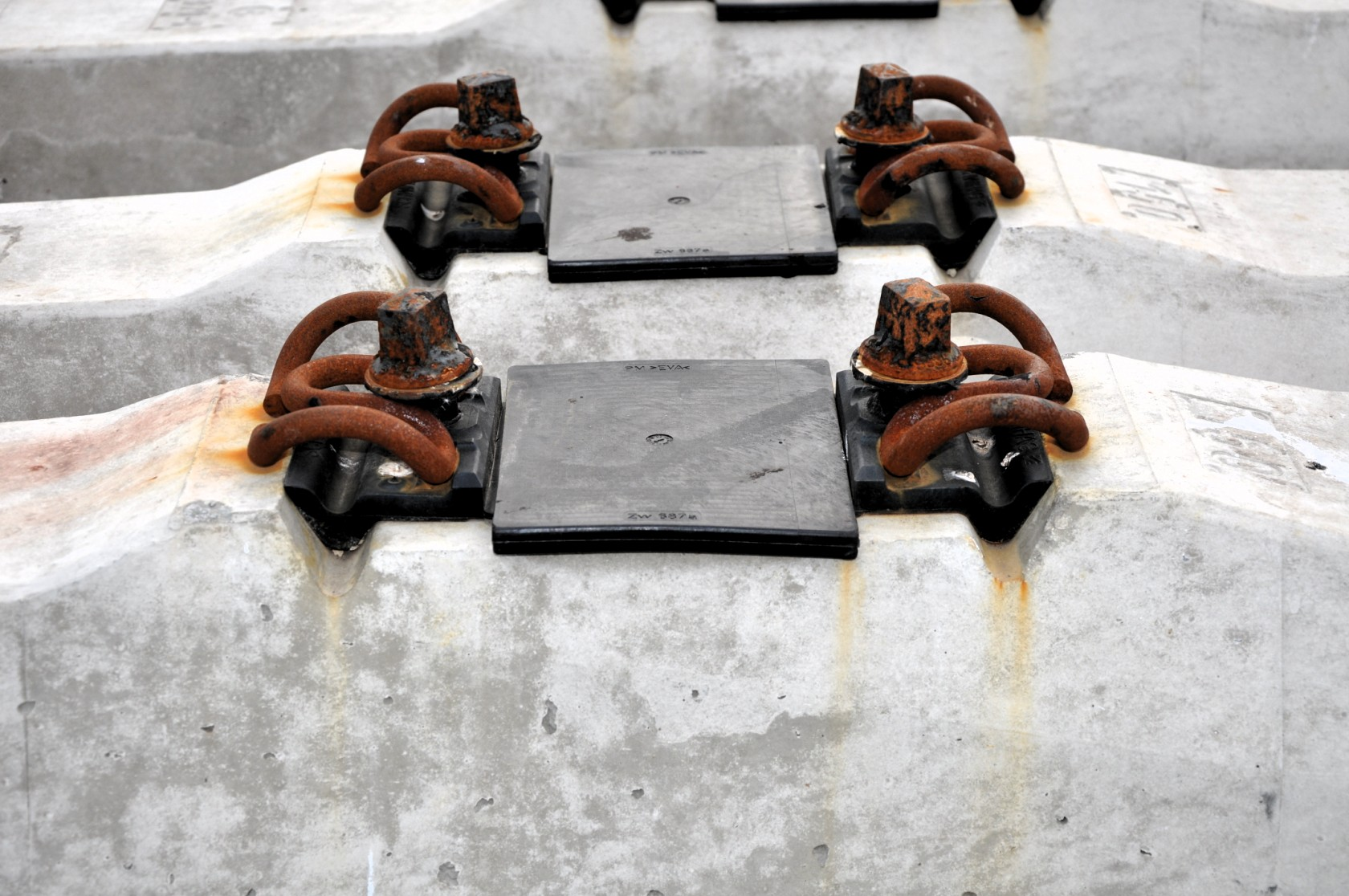
W-rendszerű sínleerősítés a jellegzetes bemélyedésekkel

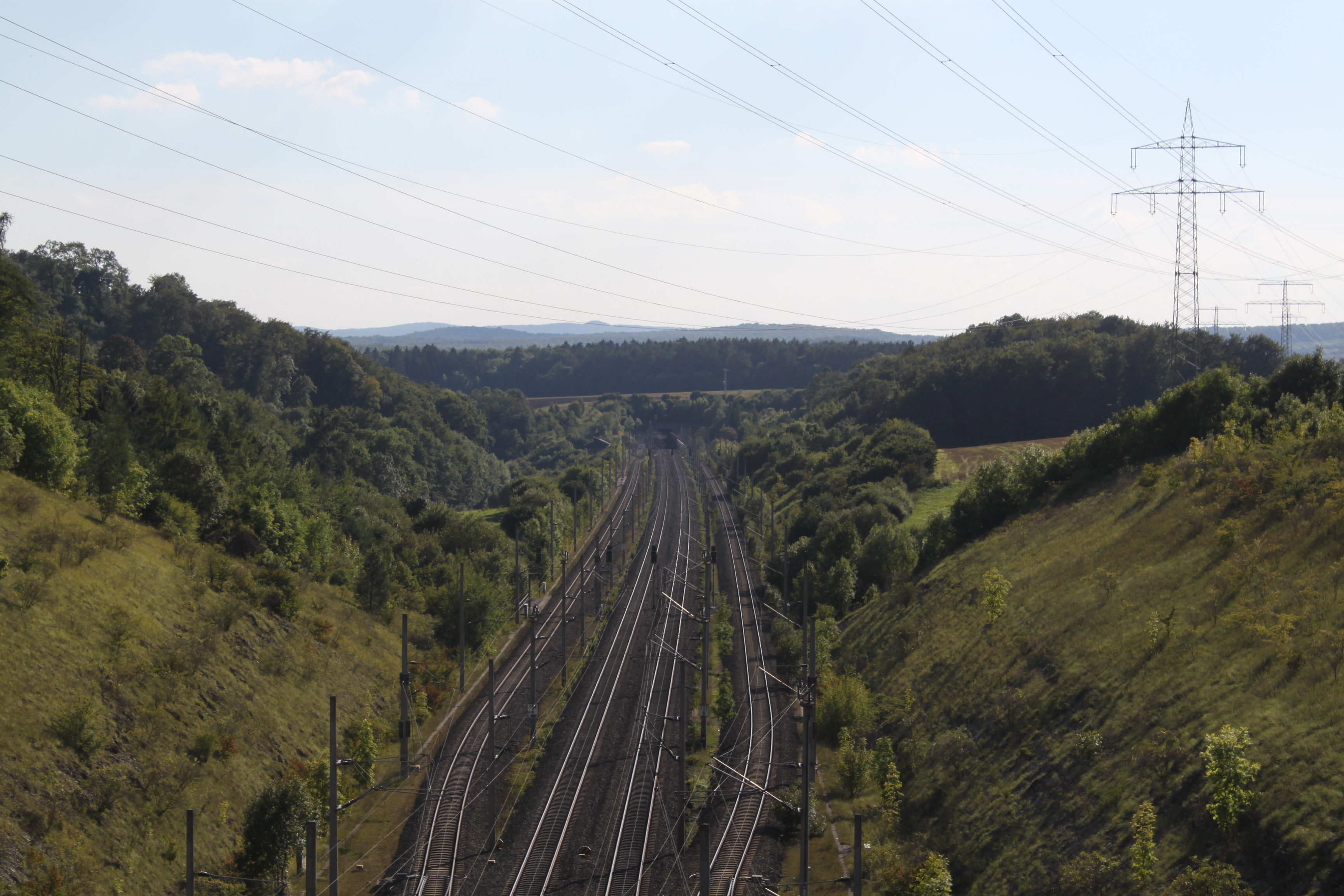
Jühnde forgalmi kitérő. A forgalmi kitérők sűrű telepítése a dombos terepen gyakran komoly és költséges földmunkát tett szükségessé

A felépítmény hagyományos zúzottkő-ágyazattal, UIC szabvány szerinti 60 kg/folyóméteres sínekkel, B-70 betonaljakkal és W-rendszerű sínleerősítésekkel épült. A B-70 betonaljak 2,60 m szélesek, és a sínkoronától mérve 50 cm mélyre kerülnek az ágyazatba. A W-rendszerű sínleerősítés a magyar SKL-rendszerű leerősítéshez hasonlatos, nevét a betonaljak sínleerősítésre szolgáló W-keresztmetszetű mélyedéséről kapta. Ezen mélyedések vezetik meg a leerősítő csavarok illeszkedő formájú alátétlemezeit. Ezen alátétlemezpárok közé 5 mm vastag műanyag betétek kerülnek, melyre közvetlen a sín fekszik fel teljes talpfelületével. A síncsavarok műanyag dübellel rögzülnek a betonaljban, a sínt pedig epszilon alakú feszítőkapcsok rögzítik. Kísérletképpen a Mühlberg, Einmalberg és Sengeberg-alagutakba beton pályalemezes felépítményt építettek. Ezen túl 1993-ban az alagutak bejárati szakaszánál a zúzottkőágyazatot összesen 86 km hosszban megragasztották, ezzel a télen – az alagútba be/kihaladáskor fellépő hőmérséklet- és nyomásváltozás miatt – a vonatokról leváló akár több tonnás jéglemezek által okozott károkat próbálták mérsékelni,

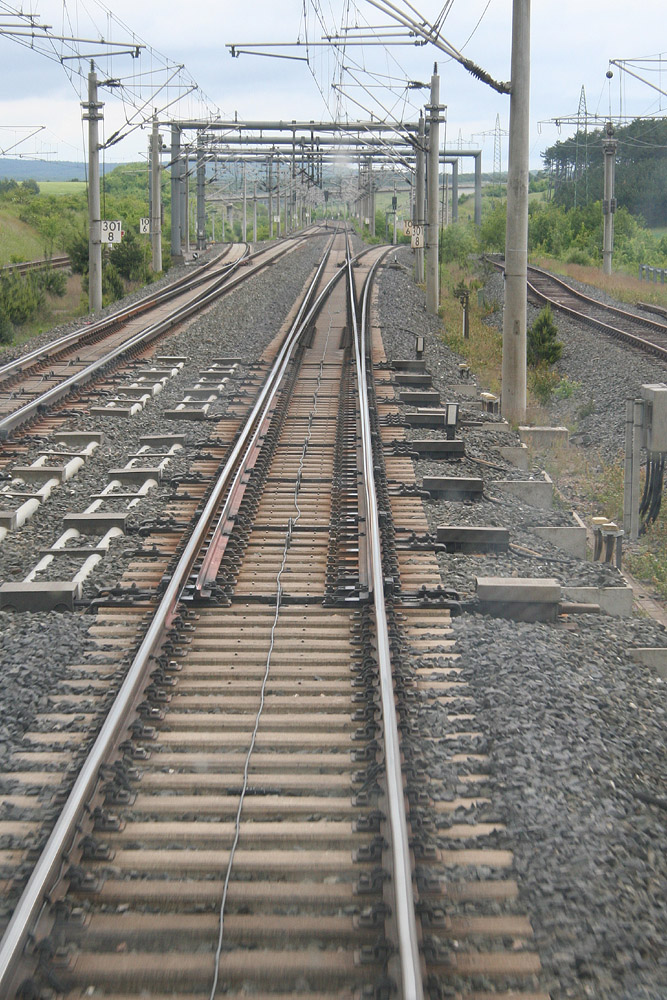
Rohrbach nyíltvonali kiágazásnál beépített nagysebességű kitérő, a csúcssínt 8, a váltószivet további 3 hajtómű mozgatja.

A vasútvonalat nagysebességű kitérőkkel szerelték fel, melyeknek a stabil kerékfutás biztosítása érdekében a keresztezési középrésze ("váltószív") is mozgatható. A forgalmi kitérők kitérő irányban 100 km/h-val bejárható, 1200 m ívsugarú (EW60-1200-1:18,5-fb, a kitérők jelölési rendszere a magyarhoz hasonlatos), míg a nyílvtonali vágánykapcsolatok kitérő irányban 130 km/h-val bejárható, 2500 m ívsugarú (EW60-2500-1:26,5-fb) kitérőket kaptak. Az előbbi kitérő csúcssínét 3, váltószívét 2, míg utóbbi csúcssínét 4, váltószívét 3 hajtómű mozgatja. Egy későbbi kiépítési fokozatban eredetileg olyan nyíltvonali vágánykapcsolatokat is terveztek, melyeket a vágányok közti váltás 160 km/h sebességgel is lehetséges. Nantenbach kiágazáshoz Rohrbach forgalmi kitérőnél külön, kosáríves kitérőket fejlesztettek ki, 200 km/h kitérő sebességhez, 6000 m ívsugárral (EW60-7000/6000-1:42-fb). Ezen kitérőpár Németország hat, kitérő irányban leggyorsabban bejárható kitérői közé tartoznak, 154 m hosszúak, 210 tonnát nyomnak, a csúcssínek 56 m hosszúak és nyolc váltóhajtómű mozgatja őket (a váltószívet további 3).
A vonal mentén 20 km-enként alakítottak ki forgalmi kitérőket, hogy a tehervonatok személyvonatok általi megelőzhetőségét biztosítsák. Mivel ezen forgalmi kitérők maximum 1,5 ezrelékes esésben lehetnek, ez a szabványtávolság nem mindenhol volt betartható. A forgalmi kitérők többségükben távvezéreltek, irányonként legalább egy megelőző vágánnyal rendelkeznek, valamint mindként állomásfejen az átmenő vágányok közti vágánykapcsolattal (állomásfejenként négy kitérővel). A megelőző vágányok védőváltókkal ellátottak, a belőlük kiágazó csonkavágányok olyan hosszúságúak, hogy azokon szükség esetén egy kitérő összeszerelhető legyen. Egy szabványos kialakítású forgalmi kitérő 16 kitérővel és 12 főjelzővel rendelkezik. Az eredeti tervek szerint minden második forgalmi kitérő egyben műszaki bázisként is szolgál, ahol kisebb meghibásodások elháríthatók, valamint ahonnan a felépítmény-karbantartás járművei elindíthatók.

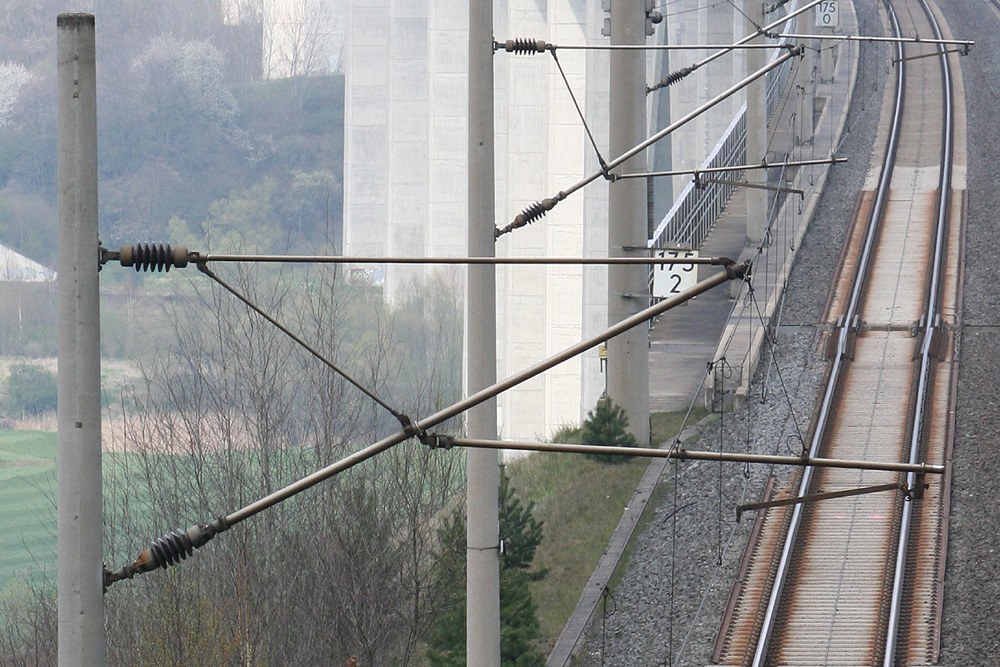
Re250-rendszerű felsővezeték. A háttérben egy híd síndilatációi is láthatóak.

A 15 kV 16,7 Hz váltóárammal villamosított vonal áramellátást nyolc új, és négy meglevő alállomás biztosítja. Az energiaszükséglet távlati növekedése miatt 15–20 km-es távolságokban jelöltek ki alállomásoknak helyet, azonban először csak 30–40 km-enként építették ki őket. A vonallal párhuzamosan a vonatatási hálózat 110 kV 16,7 Hz-es távvezetékét is kiépítették. Az Re250-rendszerű felsővezeték munkavezetéke 5,30 m magasságban feszül a sínkorona fölé, a megengedett kígyózása mindkét irányban 300 mm (ez a Németországban általánosan elterjedt 400 mm-nél kisebb). A taróoszlopok is a szokásosnál sűrűbben, 40-65 méterenként találhatóak. A munkavezetéket 1300 méterenként feszítik meg.

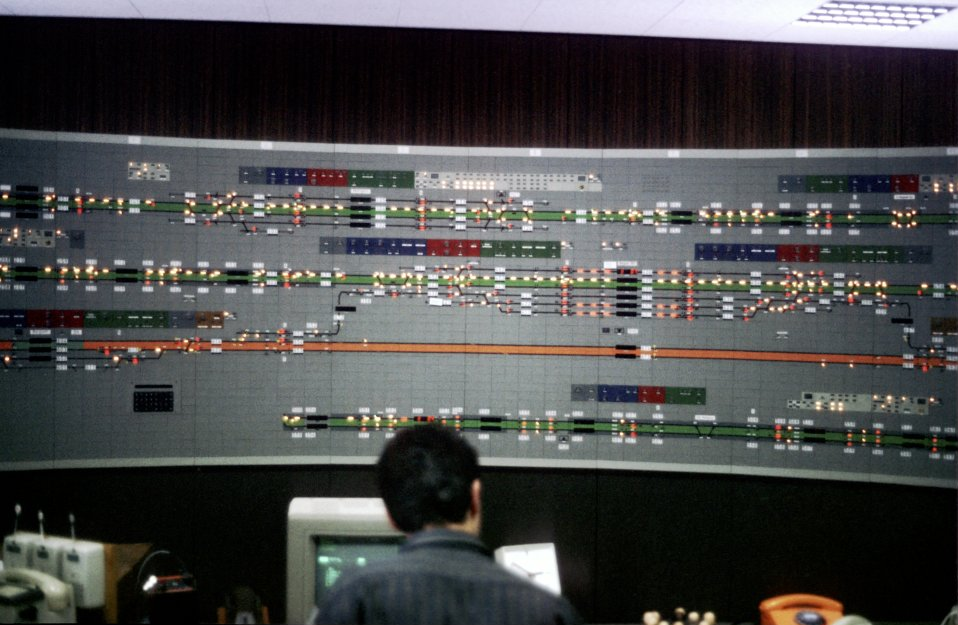
Burgsinn jelfogós biztosítóberendezésének visszajelentő pultja. A központból egy 50 km-es szakaszt irányítanak

A korábban üzembe helyezett Fulda-Würzburg szakaszon hagyományos jelfogós biztosítóberendezés, a többi szakaszon elektronikus biztosítóberendezés létesült. Minden biztosítóberendezési körzet egy 70 km-ig terjedő hosszú, akár 450 objektumot lefedő szakaszt irányít. A foglaltságérzékelést hangfrekvenciás sínáramkörök biztosítják.

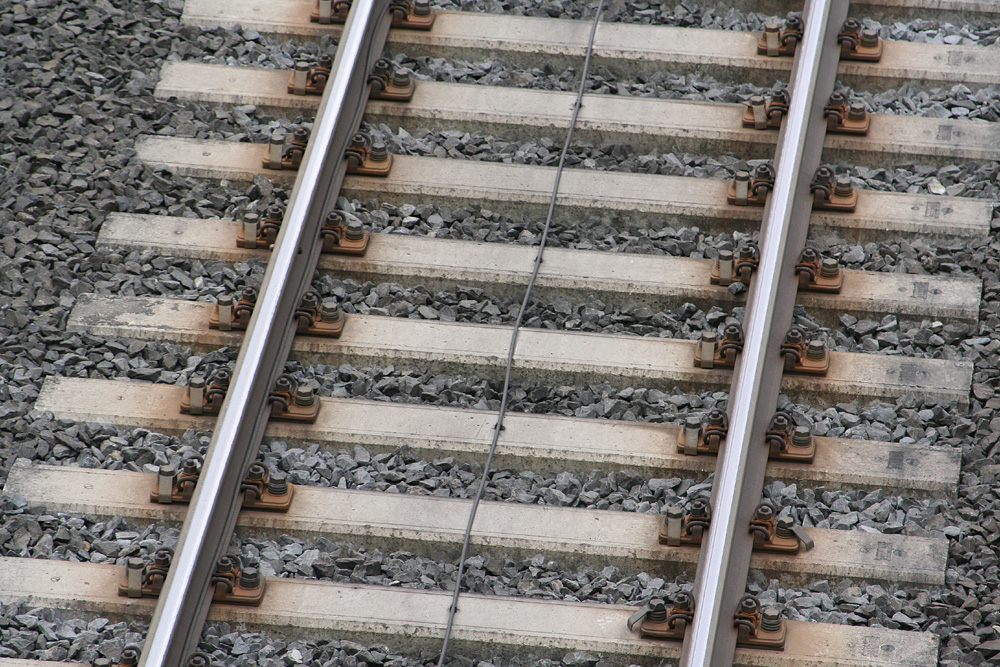
Az LZB vonatbefolyásolás folyamatos jelfeladásának eszköze a pálya tengelyében, valamint az egyik sín (itt baloldalt) tövében rögzített sugárzó kábel.

A vonal teljes hosszában LZB vonalmenti vonatbefolyásolással felszerelt, mely a mozdonyvezetőt a következő hét kilométerre vonatkozó menetengedélyről és alkalmazható sebességről tájékoztatja. Az eredeti tervek szerint csak a nagysebességű vonatok használták volna az LZB-t, a többi vonat a hagyományos, helyhez kötött főjelző-előjelző rendszert (H/V-rendszer) használta volna. Ahogy azonban világossá vált, hogy a vonatok többsége LZB által biztosítva fog közlekedni, a H/V rendszerrel már csak mint visszaesési szint számoltak, így a fényjelzők száma a harmadára esett vissza. Helyhez kötött fényjelzők csak a szolgálati helyeket fedezik, térközjelzőket nem alkalmaztak. Az LZB-rendszerű vonatok sűrítése érdekében 2,5 km hosszú LZB-térközöket alakítottak ki. Ha egy LZB által biztosított vonat olyan LZB-térközbe (résztérköz) halad be, melynek a H/V-blokkszakasza (teljes térköz) még nem szabad, a fedező fényjelző fényeit lekapcsolják.
A vonalhoz újonnan fejlesztették ki a HOA 90 típusú csapágyhőnfutás-érzékelőt.

## Koncepció
A vonal építésének alapvető oka a Hannover és a Majna folyó völgye közti észak-déli hagyományos vasúti pálya szűk keresztmetszetének feloldása volt: a Fulda és Flieden közti vonalszakaszon 1970-ben átlagosan 142 vonat közlekedett irányonként naponta (1967-ben 123 vonat/irány/nap). Hannover és Flieden közt a napi 150-159 tehervonat 43%-a szenvedett el több, mint 30 perces késést. Northeim és Nörten-Hardenberg közt 1973 júniusában hétköznaponta 367 vonat közlekedett, miközben a számítások szerint csak 288 vonat esetében lett volna biztosítható a problémamentes üzem. A 70-es évek végére Hannover és Würzburg közt a német vasút adatai szerint hétköznaponta irányonként 160 vonat közlekedett, 40-nel több, mint ami technikailag gazdaságosan megoldható lett volna. Különösen nagy terhelés érte a Gemünden és Würzburg közti szakaszt ahol napi 380 vonattal korábban lehetetlennek tartott üzemi teljesítmény folyt. A modern jelzőberendezések ellenére azonban az üzemi mutatók (elsősorban a pontosság) romlása elkerülhetetlen volt. Egy, az 1980-as évek elején készült prognózis 1990-re Hannover és Göttingen közt 249, Fulda és Flieden közt 250 vonattal számolt irányonként naponta.
1968 és 1970 között születtek az első előzetes tervek a vasútvonalra, az akkori német vasút fejlesztési tervének keretein belül. Egy olyan, személy- és tehervonatok által is használható nyomvonalváltozat mellett született döntés, amely eleget tett Kassel érintésének, és a Frankfurt felé tartó vasútvonallal Fulda térségében való kapcsolat igényeinek is (az előbbi inkább kelet, az utóbbi inkább nyugat fele tartó nyomvonalat tett szükségessé). A nyomvonal kitűzéséhez maximum 1000 tonnás tehervonatokkal, és 300 km/h sebességű személyvonatokkal számoltak, azonban egyes rövid szakaszokon, ahol a nyomvonal különlegesen problémás volt, kisebb tervezési sebességet is megengedtek. Az előírt legkisebb ívsugár 7000 m volt (kivételes esetekben 5000 m), 75 mm-es túlemeléssel. Az emelkedők nem haladhatták meg az EBO-ban (Eisenbahn Bau- und Betriebsordnung, a magyar OVSZ-nek felel meg) előírt 12,5 ezreléket, bár a technológia fejlődése miatt (automata ütköző-vonókészülék, villamos vontatás, stb…) akár 25 ezrelékes emelkedők megvalósíthatóságát is vizsgálták. Az űrszelvény méretét (felsővezeték és áramszedő nélkül) 4,40 m szélességűben és 5,40 m magasságúban határozták meg, hogy a vasúti teherszállítás sokoldalú igényeinek megfeleljenek. Mivel nem álltak rendelkezésre tapasztalatok 200 km/h-nál gyorsabban haladó vonatok találkozásáról, elsőként 5,00 méteres vágánytengely-távolságot tartottak megfelelőnek, az alagutakban 6,00 m vágánytengely-távolságot, illetve két külön alagút megvalósíthatóságát is vizsgálták. Forgalmi kitérőket 20 km-enként tervezteztek építeni, nyíltvonali vágánykapcsolatok megvalósíthatóságát is vizsgálták.
1971-ben már előtervek elkészítésével bízták meg a nyomvonalterv által érintett területi vasúti igazgatóságokat, azzal a peremfeltétellel, hogy a meglevő észak-dél irányú kapcsolatot mind mennyiségi, mind minőségi tekintetben fejlesszék. Azon felvetések, melyek a Hannover és Göttingen közti meglévő vasúti pálya négyvágányúsítását javasolták, nem bizonyultak megvalósíthatónak. A pontos nyomvonal meghatározásához nagyrészt hiányoztak az 1:5000 méretarányú térképek, ezeket légifelvételek segítségével készítették el.
1971 és 1974 közt folytak az úgynevezett korridorvizsgálatok, a szóban forgó, valamint két másik korridor esetében a különböző közlekedési alágazatok fejlesztési projektjeinek költségeit hasonlították össze hasznaikkal. A Hannover-Würzburg vasúti projektet az akkor 100-as számmal jelzett párhuzamos funkciójú autópálya fejlesztésével hasonlították össze. A vizsgálatok eredményeképp a Hannover-Würzburg vasútvonal bekerült az 1973-as szövetségi közlekedési hálózatterv projektelemei közé. 1974 decemberében a szövetségi közlekedési miniszter megbízta a vasutat a vonal megépítésével.
A tervezéskor a növekvő teherforgalom gyorsítása és kapacitásigényének kielégítése állt az előtérben. Különös szempont volt, hogy a tehervonatok számára lehetővé tegyék az ún. éjszakai ugrás megvalósítását az északnémet kikötők és a délnémet ipari területek közt. Az Intercity forgalom vonatai 200 km/h sebességgel használhatták volna, szoros követéssel a teherforgalom, valamint a személyforgalom további vonataival. Az itt kikötött sarokparaméterek az időközben elkészült nagyteljesítményű gyorsvasút tanulmányból származtak. A korábbiakhoz hasonlóan 300 km/h maximális sebességgel, 12,5 ezrelékes mértékadó emelkedővel (rövid szakaszokon 18 ezrelék megengedhetőségét vizsgálva), valamit 7000 méteres minimális ívsugárral számoltak, azonban itt már 4,30 m széles és 5,60 m magas űrszelvényt tartottak kívánatosnak, hogy lehetővé tegyék tehergépjárművek várt vasúti kocsikban való nagysebességű kombinált szállítását a közutak teherforgalomtól való mentesítése érdekében. A tehervonatok maximális tömegét már 2500 tonnában határozták meg, a hidak szilárdsági méretezésének alapját két egymással szemben közlekedő 2500 tonnás vonat dinamikus terhelése adta, melyek közül az egyik fékezést végez. Szintén vizsgálat tárgyát képezte a vonal esetleges háromvágányú kiépítése, hogy építési vagy forgalmi korlátozások esetén is megbízható módon, két vágányon lehessen a forgalmat lebonyolítani. A legalább részleges háromvágányú kiépítés mellett szóltak az 1971-72-ből származó forgalmi előrejelzések is.
Az 1973-as olajválság és 74-75-ös recesszió már jóval óvatosabb előrejelzésekhez vezetett, melyek alapján a kétvágányú kiépítés bizonyult reálisnak. Gazdaságossági megfontolásokból ezen túl a tervezett 250 km/h kiépítési sebességet is csökkenteni kívánták. A vasút számításai azt mutatták, hogy ha kizárólag a személyforgalom számára épülne meg a szakasz, az építési költségek mintegy 20%-át meg lehetne takarítani. Végül a nagy űrszelvényre vonatkozó terveket elvetették, miután bebizonyosodott, hogy ennek mintegy 10%-os többletköltségét nem fedezné a kombinált szállításból várható többletbevétel. A terveket ezt követően a bővített normál űrszelvény szerint készítették el, valamint 1984-ben az időközben megszületett nagysebességű vasúti közlekedés projekt keretében már arról is döntés született, hogy az üzembe helyezéskor azonnal a 250 km/h sebességet alkalmazzák.
Az új pályát az áru- és távolsági személyforgalom vegyes üzemére tervezték, ez különösen nagy ívsugarak és megengedett emelkedők alkalmazását tette szükségessé. Az alkalmazott 7000 m-es (kivételes esetben 5100 m-es) minimális ívsugarat a 250 km/h-s tervezési sebesség, és a tehervonatokra elsőként elgondolt 80 km/h-s minimális sebesség alapján határozták meg. A sínek túlzott kopását elkerülendő, a maximális túlemelést 80 mm-ben korlátozták. Ez azonban 250 km/h sebesség mellett már 130 mm túlemeléshiányt eredményezett, ami a későbbre tervezett 300 km/h-s sebességet nem tette megvalósíthatóvá. A 12,5 ezrelékes megengedett emelkedőt az tette szükségessé, hogy a nehéz tehervonatokkal is meg lehessen indulni egy megállást követően. A végül 4,70 m-ben meghatározott vágánytengely-távolságot a túlméretes áruk vasúti szállíthatóságának igénye tette szükségessé, miközben a tisztán személyforgalomhoz 4,20 m is elegendő lett volna.
Mindezek a nagyvonalú pályaparaméterek különösen nagy számú műtárgy alkalmazását tették szükségessé. Ezáltal a 327 km-es vonal 121 kilométere a 61 alagút valamelyikében, 30 kilométere a 294 híd (ebből 43 völgyhíd) valamelyikén fut. A legmagasabb híd 95 méteres magassággal a Rombach-völgyhíd, a leghosszabb 1628 méteres hosszal a Solmsi Fulda-völgyhíd. A Landrücken-alagút (10 779 m) és a Mündeni alagút (10 525 m) Németország két leghosszabb alagútja. A német vasúthálózat 456 kilométeres alagút-összhosszának majdnem minden negyedik kilométere ezen a vonalon található. További 83 km bevágásban, 77 km pedig töltésen található, mindössze a pálya 5%-a, 17 km fut a terepszinten.
Szintén a tervezett vegyes személy- és áruforgalom, valamint részben a karbantartási szükségletek miatt 5-7 kilométerenként nyíltvonali vágánykapcsolatokat, valamint kb. 20 kilométerenként összesen tizenegy forgalmi kitérőt alakítottak ki.
Az építés költségei a munkálatok előrehaladtával folyamatosan nőttek. 1977-ben még 8,05 milliárd német márkával számoltak, végül 1986-ban már 11 milliárd márkában állapították meg a végösszeget. A növekedés első számú okaként a több, mint 70%-kal emelkedő építési költségeket nevezték meg. Az 1983-ban újraszámolt közgazdasági számítások szerint a projekt 4,1-es haszon-költség arányt mutatott.

## Üzemvitel
A vasútvonalat menetrend szerint távolsági személyvonatok, és tehervonatok használják. 5:30 és 23:00 közt a távolsági személyforgalom, míg a szabadon maradó időben a teherforgalom élvez elsőbbséget. Éjszaka a személyvonatoknak a lassabb és hosszabb hagyományos pályát kell használniuk.
Miközben a személyvonat-párok száma a Göttingen-Fulda szakaszon folyamatosan nőtt az 1992-es 38-ról 2007-re 63-ra, a tehervonatok száma az 1992-es 35-ről 2005-re 22-re, 2007-re 18-ra esett vissza. A hagyományos pálya forgalma fordítva alakult: a tehervonatok száma az 1992-es 66 párról 2007-re 104-re nőtt, míg a személyvonatok száma ebben az időszakban 45-párról 35-re csökkent. 1994-ben naponta átlag 100 személy- és 70 tehervonat használta a vonalat. Az 1980-as szövetségi közlekedési hálózatterv 1990-re napi 88 személy- és 152 tehervonatot prognosztizált. A projekt eredeti megtérülési számításai napi 240 vonatra készültek (fele-fele arányban személy- és tehervonatokkal), a környező hálózatra is az ebből kiinduló hatásokkal számoltak. Mivel a forgalom a tervezetthez képest alacsonyabban alakult, a környező hálózaton bizonyos eredetileg eltervezett kiegészítő beruházásokat lemondtak.
A személyforgalomban a vonalat menetrend szerint IC és ICE vonatok használják, a 2013-as ICE-hálózatban ütemes menetrend szerint összesen öt, az IC-hálózatban további egy viszonylat:
| Viszonylat | Üzemeltető | Útvonal | Jármű                                    | Járatsűrűség                       |
| ---------- | ---------- | --- | ---------------------------------------- | ---------------------------------- |
| ICE 11     | DB         | Berlin Hbf – Wolfsburg – Braunschweig – Hildesheim – Göttingen – Kassel-Wilhelmshöhe – Fulda – Hanau- Frankfurt(M) Hbf – Mannheim Hbf – Stuttgart Hbf – Ulm – Augsburg – München Hbf                                                                          | ICE 1                                    | kétórás, (az ICE 12-vel órás) ütem |
| ICE 12     | DB         | Berlin Hbf – Wolfsburg – Braunschweig – Hildesheim – Göttingen – Kassel-Wilhelmshöhe – Fulda – Hanau- Frankfurt Hbf – Mannheim Hbf – Karlsruhe Hbf – Offenburg – Freiburg – Bázel                                                                             | ICE 1                                    | kétórás, (az ICE 11-el órás) ütem  |
| ICE 20     | DB         | Hamburg Hbf – Hannover Hbf – Göttingen – Kassel-Wilhelmshöhe – Frankfurt Hbf – Mannheim Hbf – Karlsruhe Hbf – Baden-Baden – Freiburg – Bázel | ICE 1                                    | kétórás, (az ICE 22-vel órás) ütem |
| ICE 22     | DB         | Hamburg Hbf/Bremen Hbf – Hannover Hbf – Göttingen – Kassel-Wilhelmshöhe – Frankfurt Hbf – Frankfurt repülőtér – Mannheim Hbf – Stuttgart Hbf | ICE 2                                    | kétórás, (az ICE 20-al órás) ütem  |
| ICE 25     | DB         | Hamburg Hbf/Bremen Hbf – Hannover Hbf – Göttingen – Kassel-Wilhelmshöhe – Fulda – Würzburg – (Nürnberg Hbf – Ingolstadt)/Augsburg – München Hbf | ICE 2                                    | órás ütem                          |
| IC 26      | DB         | Stralsund – Rostock – Bützow – Bad Kleinen – Schwerin – Hamburg Hbf – Lüneburg – Uelzen – Celle – Hannover Hbf – Göttingen – Kassel-Wilhelmshöhe – Marburg – Gießen – Frankfurt Hbf – Darmstadt – Bensheim – Weinheim – Heidelberg – Bruchsal – Karlsruhe Hbf | BR 101 + Bpmz + Avmz + Bpmbdfz ingavonat | kétórás ütem                       |

A viszonylatok fonódása által a vonal állomásain legalább órás ütem jön létre, Fulda és Hannover közt legalább óránként két, Kassel és Göttingen közt legalább óránként három vonattal. A vonal átadását követően a Hamburg-München viszonylaton az 1984-es 7:35, valamint a menetrendoptimalizálás utáni 1986-os 7:06 perces menettartam kereken 6:00 órára csökkent. (A Nürnberg–München nagysebességű vasútvonal átadását követően ez 5:30-ra csökkent, vö. integrált ütemes menetrend.) Ezen kívül további IC-vonatok használják a vonalat a hétvégék körüli mentesítő forgalomban. Hétköznap emellett két megállás nélküli Frankfurt-Berlin és egy Frankfurt-Hannover-Berlin viszonylatú ICE-Sprinter vonatpár közlekedik, elsősorban az üzletemberek utazási igényeit kiszolgálva. Az 1990-es években InterRegio viszonylatok is használták a vonalat. Regionális forgalom ma csak rövid szakaszokon, olyan állomásokon, melyek a hagyományos pályával való összeköttetések közelében találhatóak, bonyolódik, például Ihringshausen és Kassel-Wilhelmshöhe közt. Óránként három menetrend szerinti ICE-vonatpárral a Hildesheim kiágazás és Fulda közt a leginkább kihasznált szakasza a pályának. A 60 kilométeres Nantenbach ív és Würzurg közti szakasz egy óránkénti vonatpárral a német nagysebességű pályahálózat legkihasználatlanabb szakaszának számít.
Az éjszakai órákban (23 és 5 óra közt) a vonal a teherforgalmat szolgálja. Az 1993/94-es menetrendben Fulda és Kassel közt éjszaka 40 tehervonat használta a vonalat, 2009-ben ez a szám 62-re nőtt, azonban nappal teherforgalom a vonalon nem zajlik. Amennyiben egyes tehervonatok a nagysebességű vonalra való terelése miatt mégis vonattalálkozás történik egy személy- és tehervonat közt, alagutakban mindkét találkozó vonatra 160 km/h sebességkorlátozás érvényes. A tehervonatok jellemző sebessége a nagysebességű vonalon 120 km/h, ezt az LZB folyamatos vonatbefolyásolással hagyományos fékberendezéssel is tartani lehet. A vonal megnyitása előtt, 1990 végén egy sorozat 160 km/h sebességre alkalmas tehervagont szereztek be. A nagysebességű teherforgalom projekt keretében 1991 és 1995 közt 160 km/h sebességű tehervonatok közlekedtek Hamburg-München illetve Bréma-Stuttgart viszonylaton éjszakai ugrást megvalósítva, 120-as sorozatú mozdonyok vontatta InterCargoExpress vonatokként, ezt a szolgáltatást azonban 1995-ben gazdaságossági okok miatt megszüntették, majd 2000-ben Parcel InterCity néven ismét elindították. A 250 km/h sebességgel közlekedő ICE-G (a G a Güter – áru szóra utal) vonatok tervét a gyakorlatban sosem valósították meg.
A vonalra hosszabb szakaszokon 280 km/h engedélyezett sebesség érvényes. Az alagutakban a sebesség általában 250 km/h-ra csökkentendő. A személyforgalmi állomások (Fulda, Göttingen, Kassel-Wilhelmshöhe) az áthaladási sebesség 110 és 140 km/h közt változik. Egyes oldalszélre érzékeny vonatok, köztük az ICE 2 motorvonatok vezérlőkocsi által vezetve, valamint a viszonylag könnyű szélső kocsikkal rendelkező ICE 3 és ICE T motorvonatok egyes részszakaszokon csak 200 km/h-val közlekedhetnek. Különösen a Fulda-Würzburg szakasz bizonyult oldalszél szempontjából kritikusnak. A megnyitást követő kedvezőtlen tapasztalatok nyomán a magasabb hidakra szélmérő berendezést telepítettek. Ezt követően a tehervonatok a Beaufort-skálán mért 10-es szélerősségig korlátozás nélkül használhatják a szakaszt, efölött 80 km/h sebességkorlátozás mellett. Kizárólag a rakatlan pőrekocsikat valamint az üres konténervonatokat kell erős szélnél a hagyományos pályára terelni.
A vonalat használó vonatoknak akár 250 km/h-val közlekedő járművekkel való találkozásra is alkalmasnak kell lennie, különösen az alagutakban. Személyvonatok esetében a mosdóknak zárt rendszerűnek, a szerelvénynek oldalszélre érzéketlennek kell lennie. Az alagutak 82 négyzetméteres normál keresztmetszete alkalmas 250 km/h-val közlekedő személy- és 120 km/h-val közlekedő tehervonatok találkozására. Magasabb ICE-sebességek különleges igényeket támasztanának a tehervonati rakomány rögzítésével kapcsolatban. A fenti alagút-keresztmetszetet elméleti aerodinamikai számításokból határozták meg.
A Fulda-Burgsinn vegyes üzem projekt keretében 2009-ben egy háromhetes pilotszkaszban a 44 km-es szakaszon kipróbáltak egy eljárást, amely segítségével lehetővé válik tehervonatok nappali közlekedtetése is. Egy szoftver gondoskodik ekkor arról, hogy személy- és tehervonatok alagútban ne találkozzanak. Ehhez két alagútövezetet képeztek, melyeket Mottgers forgalmi kitérő választ el. A vonatnemek biztos elkülönítéséhez 24 helyen kerékszenzorokat telepítettek, melyek 15 mm pontossággal tudják a tengelytávokat megmérni. A pilotprojekt a DB közlése szerint sikeresen zárult, azonban vasúthatósági jóváhagyást még nem kapott.
Mivel a DB Fernverkehr a vonalon közlekedő ICE 1 és ICE 2 motorvonatokat a csupán 249 km/h-ra engedélyezendő ICE 4 motorvonatokra kívánja lecserélni, a csak az alagutakon kívül alkalmazható 280 km/h-pályasebességről hosszú távon úgy tűnik lemondtak.

## Fordítás
- Ez a szócikk részben vagy egészben  a   Schnellfahrstrecke_Hannover–Würzburg című német Wikipédia-szócikk ezen változatának fordításán alapul.  Az eredeti cikk szerkesztőit annak laptörténete sorolja fel. Ez a jelzés csupán a megfogalmazás eredetét és a szerzői jogokat jelzi, nem szolgál a cikkben szereplő információk forrásmegjelöléseként.